# Revolta ibera de 197 aC
La revolta de 197 aC fou una revolta dels pobles ibers contra la dominació romana al segle ii aC.

## Antecedents
La victòria de la república de Roma sobre cartago a la Segona Guerra Púnica va deixar Hispània en mans romanes, i la transformació del territori en província va provocar importants canvis administratius i fiscals, i la imposició del stipendium no fou acceptada per les tribus locals, de manera que el 197 aC, just en acabar la segona guerra macedònica va esclatar una gran revolta a tota l'àrea conquerida a Hispania a causa de l'expoli republicà. En marxar Escipió l'Africà després de les seves campanyes hispàniques, els caps ibèrics que l'havien recolzat, i que encara gaudien d'una certa estructura política i capacitat de reacció, van considerar que només els unia una relació personal amb el seu rex Escipió.

## La revolta
Nombrosos caps locals es van revoltar a la Hispània Ulterior, entre ells Culcas i Luxini, i La República va enviar Gai Semproni Tudità a la Hispània Citerior i a Marc Helvi Blasió a la Hispània Ulterior amb un total de 8.000 infants i 800 genets per llicenciar als veterans, i l'ordre de delimitar les fronteres de les províncies. Gai Semproni Tudità morí per ferides de combat a la Citerior abans d'acabar l'197 aC.
Quint Minuci Therme i Quint Fabi Buteó foren els pretors de la Hispània Citerior i la Hispània Ulterior el 196 aC respectivament, als es van afegir quatre mil infants i tres-cents genets. Therme derrotà als insurrectes Budar i Besadin a un lloc indeterminat anomenat Turda. Helvi, que no s'havia retirat d'Hispània, es va enfrontar i derrotar els celtibers a la batalla d'Iliturgi.
Elegits els cònsols del 195 aC, li tocà per sorteig fer-se càrrec d'Hispania a Marc Porci Cató Censorí. S'elegiren els dos pretors que corresponia, Appi Claudi Neró i Pl. Manli, per la Ulterior i Citerior, respectivament, amb les forces que els pertocaven. Donat el poc èxit del pretor del 196 a la Citerior, el senat romà va declarar la Citerior com a província consular i el cònsol s'hi dirigí amb Manli d'ajudant, deixant la Ulterior a Appi Claudi amb tropes més reduïdes.
Marc Porci Cató Censorí, sortí del port de Luna i es dirigí vorejant el golf de Lleó a Rode sufocant la resistència de la guarnició hispana situada al Puig Rom o l'acròpolis de Rhode i desembarcà a Empórion amb dues legions, vuit mil infants, quinze mil aliats i 800 genets per l'exèrcit consular i dos mil infants i dos-cents genets per cada un dels pretors, fent un total de cinquanta mil homes entre els tres exèrcits.
| «                         | Bellum se ipsum alet | » |
| — Marc Porci Cató Censorí |                      |   |

Cató inicia a Empórion, una quasi illa envoltada de maresma, on es troba amb els seus aliats ilergets en nom del seu rei Bilistage que li demanen protecció, i on coexistien la ciutat grega i la ciutat ibera separades per una muralla, un dur entrenament de les tropes. La ciutat ibera, i quan va considerar que les tropes estaven preparades per enfrontar-se als indígenes a camp obert, les tropes es dirigiren a castra hiberna, un segon campament situat a 3.000 passus de la ciutat en terra ferma, en territori controlat per l'enemic, des del que fustiga els revoltats cremant els seus camps i robant les collites i el bestiar, desmoralitzant als enemics i ajudant als aliats ilergets. L'exèrcit revoltat que assetjava Empórion, d'uns 40.000 homes, es dissolgué en la temporada de la sega, moment aprofitat per Cató per atacar, i en la batalla d'Empórion derrotà completament als revoltats, aconseguint en pocs dies la pacificació de tota la faixa costanera, i Cató es dirigí cap a Tarraco, i d'allà a la Turdetània en suport de Pl. Manli, i en tornar de l'expedició se li sotmeteren lacetans, suessetans i ausetans.
Atacà als lacetans, assetjant la seva capital emmurallada, i bargusis, que encara resistien a la seva capital.

## Conseqüències
Els romans van ordenar que els ibers esfonsessin les muralles sota pena de ser reduïts a l'esclavitud, i ho feren els oppida dels voltants de l'Ebre. Els poblats de l'interior del que ara és Catalunya, desapareixeren definitivament.